# Gare d’Hirson
Gare d’Hirson vasútállomás Franciaországban, Hirson településen.

## Vasútvonalak
Az állomást az alábbi vasútvonalak érintik:
- La Plain-Hirson-vasútvonal
- Hirson-Amagne-Lucquy-vasútvonal
- Fives-Hirson-vasútvonal
- Charleville-Mézières-Hirson-vasútvonal

## Kapcsolódó állomások
A vasútállomáshoz az alábbi állomások vannak a legközelebb:
- Gare d’Hirson-Écoles
- Gare de Liart
- Gare d’Origny-en-Thiérache
- Gare d’Anor
- Gare de Charleville-Mézières